# Guizhaphaenops
Guizhaphaenops is een geslacht van kevers uit de familie van de loopkevers (Carabidae). De wetenschappelijke naam van het geslacht is voor het eerst geldig gepubliceerd in 1997 door Vigna Taglianti.

## Soorten
Het geslacht Guizhaphaenops omvat de volgende soorten:
- Guizhaphaenops baiyinensis Deuve, 2000
- Guizhaphaenops brevioricornis Deuve, 2000
- Guizhaphaenops daheiensis Deuve, 2000
- Guizhaphaenops giganteus Ueno, 2000
- Guizhaphaenops guoquandongensis Deuve, 2001
- Guizhaphaenops lingyunensis Deuve, 2002
- Guizhaphaenops lipsorum Deuve, 2000
- Guizhaphaenops martii Deuve, 2001
- Guizhaphaenops striatus Ueno, 2000
- Guizhaphaenops zhijinensis Ueno & Ran, 2004
- Guizhaphaenops zorzini Vigna Taglianti, 1997